# 三石町
三石町（日语：／ Mitsuishi chō */?）為過去位於北海道日高支廳中部的行政區劃，南臨太平洋。已於2006年3月31日與靜內町合併為新設置的新日高町。轄區內內有許多馬牧場。
名稱源自阿伊努語「i-ma-nit-us-i」，意思是有烤魚的木棍的地方。

## 歷史
- 1906年4月1日：姨布村、邊訪村、幌毛村、本桐村、鳧舞村、歌笛村合併為三石村，並成為北海道二級村。[2]
- 1938年4月1日：成為北海道一級村。
- 1951年4月1日：改制成為三石町。
- 2006年3月31日：與靜內郡靜內町合併為新設置的新日高町。

## 產業
以農業、畜牧業和漁業為主。

## 交通

### 鐵路
- 北海道旅客鐵道
  - 日高本線 ：日高三石車站 - 蓬榮車站 - 本桐車站

### 道路
| - 一般國道 - 國道235號 | 道道 - 北海道道234號美河三石停車場線 - 北海道道534號富澤日高三石停車場線 - 北海道道746號高見西舎線 - 北海道道796號西端春立線 - 北海道道1025號靜內浦河線 |

### 巴士
- 道南巴士

## 觀光景點

### 觀光
- 三石溫泉
- 三石海濱公園
- 蓬萊山

## 教育

### 大學設施
- 北海道大學理學部附設三石地震地殼變動觀測所

### 中學校
- 三石町立三石中學校

### 小學校
| - 三石町立三石小學校 - 三石町立延出小學校 - 三石町立歌笛小學校 | - 三石町立川上小學校 - 三石町立鳧舞小學校 - 三石町立本桐小學校 |

## 姊妹市・友好都市

### 日本
- 南淡町（兵庫縣）：現已合併為南淡路市
- 葛卷町（岩手縣）
- 能生町（新潟縣）：現已合併為糸魚川市
- 大野市（福井縣）

## 本地出身之名人
- 田中勝春：賽馬騎手

## 外部連結
- （日語）靜內町、三石挺合併協議會
- （日語）三石町商工會
- （日語）三石町農業協同組合（页面存档备份，存于）